# Делягин, Михаил Геннадьевич
Михаил Геннадьевич Деля́гин (род. 18 марта 1968 года, Москва, РСФСР, СССР) — российский государственный деятель, экономист, политик и публицист, ведущий ряда теле- и радиопрограмм. Депутат Государственной думы Федерального собрания Российской Федерации VIII созыва (с 19 сентября 2021 года). Заместитель председателя Комитета Государственной Думы ФС РФ по экономической политике (с 2021 года). С 2017 по 2024 год — член научного совета при Совете Безопасности Российской Федерации.
Действительный государственный советник Российской Федерации 2 класса. Доктор экономических наук (1998).
Советник руководителя фракции партии «Справедливая Россия» С. М. Миронова в Госдуме (с 2017 года). Научный руководитель автономной некоммерческой организации «Институт проблем глобализации». Член партии «Справедливая Россия» (с 2016 года). Главный редактор журнала «Свободная мысль» (с 2011 года). Член Русского интеллектуального клуба (2021).
С 2002 по 2003 год — помощник премьер-министра М. М. Касьянова; С 1998 по 1999 года — советник первого вице-премьера Ю. Д. Маслюкова, с 1997 по 1998 года — советник вице-премьера — Министра внутренних дел А. С. Куликова, первого вице-премьера Б. Е. Немцова.
Находится в списке санкций Евросоюза (2022) за голосование о признании ДНР и ЛНР, в списке санкций США (2022) как депутат Госдумы, а также под санкциями Великобритании, Канады, Швейцарии, Австралии, Японии и прочих государств.
Женат, двое детей.

## Биография
В 1985 году с золотой медалью окончил московскую среднюю школу № 26 и поступил на экономический факультет МГУ.
После окончания первого курса в 1986—1988 годах проходил службу в Советской Армии (в то время студенты большинства вузов были лишены отсрочки).
После демобилизации продолжил обучение и на третьем курсе писал курсовую работу под научным руководством Игоря Васильевича Нита по теме советских монополий, с которой на всесоюзном конкурсе научных работ молодых специалистов, аспирантов и студентов, проводимом Институтом экономики АН СССР, занял третье место. В июле 1990 года благодаря Ниту, ставшему первым советником по экономике только что избранного председателем Верховного Совета РСФСР Бориса Ельцина, Делягин попал в личный аппарат Ельцина в качестве эксперта в Группе экспертов председателя Верховного Совета РСФСР, затем президента России, а затем в 1992 — ноябре 1993 года — главного специалиста Группы экспертов президента РФ. В этой группе Делягин работал совместно с Павлом Медведевым, Львом Фрейнкманом, Виктором Кривовым, Ивэном Ивэновичем Харлановым, Антоном Даниловым-Данильяном, Андреем Мельниковым и Галиной Терещенко.
В 1992 году, совмещая учёбу с работой, с отличием окончил экономический факультет МГУ.
В 1993—1994 годах — заместитель директора фирмы «Коминвест».
В 1995 году в МГУ защитил диссертацию на соискание учёной степени кандидата экономических наук по теме «Статистический анализ регионального развития банковской системы России».
В мае 1994—1996 году — главный аналитик Аналитического центра при президенте РФ (руководители — Евгений Ясин, Марк Урнов, В. Печенев).
В марте 1996 года Делягин вошел в состав экспертной группы при службе помощников президента. Эта группа была сформирована Георгием Сатаровым с целью разработки предвыборных документов для команды Бориса Ельцина.
В июне 1996 года Делягин участвует в написании «Второго письма тринадцати» — обращения олигархов, направленного против программы Зюганова, а также публикует соответствующую статью в газете «Коммерсантъ».
В октябре 1996—1997 году — референт помощника президента России по экономическим вопросам Сергея Игнатьева.
В марте 1997 года — советник заместителя председателя Правительства России — министра внутренних дел Анатолия Куликова.
В июне 1997 — 14 августа 1998 года — советник первого заместителя председателя Правительства России Бориса Немцова.
В 1998 году в Российской академии государственной службы защитил диссертацию на соискание учёной степени доктора экономических наук по теме «Финансы в обеспечении экономической безопасности Российской Федерации».
В октябре 1998 — мае 1999 года — советник первого заместителя председателя Правительства России Юрия Маслюкова.
В мае — июле 1999 года — заместитель руководителя секретариата первого заместителя председателя Правительства России Николая Аксёненко.
В августе 1999—2002 году — советник руководителя движения «Отечество — Вся Россия» Евгения Примакова.
В августе 1998 — апреле 2002 года — директор Института проблем глобализации (ИПРОГ).
В марте 2002 — августе 2003 года — советник председателя Правительства России Михаила Касьянова.
С 2002 г. — председатель Редакционного совета ФОРУМА.мск, по некоторым источникам его спонсор. Вместе с его главредом А. Барановым участвует в первомайских демонстрациях.
В марте 2004 — июль 2006 года — председатель программного комитета, затем председатель идеологического комитета партии «Родина».
В конце 2004 г. выдвигался как кандидат в депутаты Госдумы от партии «Родина» в Преображенском округе.
В марте 2006 года — вновь директор ИПРОГ, с мая 2017 года — его научный руководитель.
С 11 сентября 2010 года по апрель 2011 года — председатель партии «Родина: здравый смысл».
С декабря 2011 — главный редактор журнала «Свободная мысль» (до 1991 года — «Коммунист»).
Основной разработчик программы правительства России «О мерах по стабилизации социально-экономической ситуации в стране» (осень 1998), участник переговоров с Международным валютным фондом и Всемирным банком в январе — апреле 1999 года.
Почётный профессор (2000) Цзилиньского университета (Китай). Профессор-исследователь Московского государственного института международных отношений (2003). Член Совета по внешней и оборонной политике (1999), правления Всероссийского союза товаропроизводителей (2001), наблюдательного совета Всемирного антикриминального антитеррористического форума (2001), соучредитель и заместитель председателя Российского союза налогоплательщиков (2003), член президиума Национального инвестиционного совета (2005). Действительный государственный советник Российской Федерации 2 класса, имеет благодарность президента Российской Федерации Б. Ельцина. Член Общественной палаты Союзного государства России и Белоруссии (с 2017 года). Указом президента РФ В. В. Путина введён в состав Научного совета при Совете Безопасности РФ (2017). Действительный член РАЕН.
Разработчик теории глобализации (в частности, обосновал ключевую особенность глобализации — формирование коллективного сознания как основной вид управления человеческой деятельностью в XXI веке; ввёл понятия метатехнологий и high-hume — по аналогии с high-tech; разработал теорию развития и формирования глобального управляющего класса). Исследователь комплексного влияния основных политико-экономических и социальных групп на функционирование государства (с 1995 года). Разработчик первого Банковского атласа России (1995—1997).
С 2008 года — член экспертного совета и постоянный автор международного аналитического журнала «Геополитика».
С 2009 года ведёт передачу «Личные деньги» на радио «Комсомольская правда».
С 2012 года — член «Изборского клуба».
В 2012—2015 гг. — Член Генерального Совета ВПП «Партия Дела».
С 2013 года — обозреватель на аналитическом интернет-канале «День-ТВ» (создан Александром Бородаем).
В 2013—2015 гг. — эксперт Московского экономического форума.
С 2014 года — постоянный эксперт передач «Время покажет» на Первом канале, «Место встречи» на НТВ.
В 2016 году на выборах в Государственную думу 7-го созыва был выдвинут партией «Справедливая Россия» в составе федеральной и региональной части партийного списка Красноярского края (хотя в 2003 году как-то назвал «Партию жизни» «выхухолью»).
В 2016—2018 годах вёл личную еженедельную передачу на радио «Говорит Москва»; передача закрыта после оглашения М. Г. Делягиным в прямом эфире результата голосования радиослушателей, свидетельствовавшего, что они предпочитают кандидата в президенты П. Грудинина действующему президенту В.Путину.
C 2017 года — обозреватель телеканала «Царьград ТВ», ведёт рубрику «Позиция. Делягин», во второй половине 2019 года — «Мобильный Делягин». Делает выпуски по политическим и экономическим вопросам на своих ютьюб-каналах Delyagin TV (аккаунт заблокирован за нарушение правил сообщества YouTube) и Real Delyagin (51,4 тыс. подписчиков, менее 2 млн просмотров).
Первым в 1995 году употребил слово «олигарх» как характеристику ведущих политически влиятельных фигур современного российского бизнеса.
В 2001 году опубликовал фантастический тогда прогноз о том, что «в 2008 году возможно выдвижение в президенты США негра, который соберет значительное количество голосов».
В 2003 году на предвыборных дебатах Жириновский заявил кандидату от партии «Родина», недавнему командующему ВДВ генералу Шпаку: «Я рад, что ваш сын погиб в Чечне», — и повторил эту фразу несколько раз, пока ему не отключили микрофон. В ответ на это Делягин назвал Жириновского «животным», после чего тот приказал своей охране избить его, что привело к массовой драке.
Ключевые книги: «Светочи тьмы: физиология либерального клана от Гайдара и Березовского до Собчак и Навального (2016)», «Праздничный ад свободы» (история Ромео и Джульетты, переписанная для мира, где обычные отношения между полами запрещены законодательно; либретто балета о либеральной мечте, рецензии и армейские стихи), «Осторожно, двери открываются. Том 1. Общая теория глобализации» и Том 2. «Специальная теория глобализации» (2019).
Личный сайт М. Г. Делягина в апреле 2020 года занял 96-е место по цитируемости в социальных медиа Рунета по версии аналитического центра Brand Analytics, став одним из трех (кроме сайтов Навального и Собянина, занявшего сотое место) вошедших в рейтинг персональных страниц.
В конце 2020 года выдвинул инициативу о поддержке всеми разумными силами России «Пакта нормальности — шага к преображению России», включающего популистские требования, объединяющие, по его мнению, абсолютное большинство россиян: возврат пенсионного возраста 55/60 лет, гарантия гражданам реального прожиточного минимума, прогрессивного обложение доходов и имущества, компенсационный налог по итогам приватизации, направление бюджетных резервов на развитие России, конфисковать выведенную в офшоры собственность как бесхозную, ограничить коррупцию, произвол монополий и финансовые спекуляции, обеспечить дешёвый кредит, выйти из соглашений ВТО, отменить ЕГЭ, прекратить коронабесие, нормализовать[неизвестный термин] медицину и образование, запретить МФО, отменить ювенальную юстицию и отдать под суд её организаторов, ввести визовый режим с зонами социальной катастрофы, ликвидировать социальный демпинг, обязав работодателей обеспечивать гастарбайтерам условия не хуже, чем гражданам РФ, финансировать их социализацию и нести ответственность за совершаемые ими правонарушения; нарушителей этих норм карать за работорговлю, отменить «налоговый манёвр» 2018 года (стимулирующий вывоз из России сырья и подрывающий его переработку), снизить НДС до 10 %, освободить инвестиции от налога на прибыль, освободить от всех налогов производительный малый и микро- бизнес, удвоить ответственность госслужащих за правонарушения по сравнению с обычными гражданами, ввести выборность судей и сенаторов, управлять на основе постоянных электронных референдумов с гибким делегированием голосов".
Был кандидатом в депутаты Государственной думы VIII созыва на выборах в сентябре 2021 года от партии «Справедливая Россия — За правду» и выиграл выборы.
Зампред комитета Госдумы по экономической политике.
В ходе российского вторжения на Украину в апреле 2022 года в составе группы депутатов внёс проект закона о наделяющий генерального прокурора России и его заместителей правом признавать регистрацию СМИ недействительной и прекращать действие лицензии на теле- и радиовещание в случае распространения ими «фейков» о российских военных и их «дискредитации», призывов к санкциям, а также информации, в которой содержится «явное неуважение к обществу, государству и Конституции Российской Федерации».

## Основные направления научной деятельности
Разработчик теории глобализации (в частности, обосновал ключевую особенность глобализации — формирование коллективного сознания как основной вид управления человеческой деятельностью в XXI веке; ввёл понятия метатехнологий и high-hume — по аналогии с high-tech; разработал теорию развития и формирования глобального управляющего класса), автор теории перехода от информационного общества в мир "социальных платформ", произошедшего, по его мнению, в 2020 году.
Исследователь истории становления и разрушения Британской империи, социальных механизмов Австро-Венгерской империи.
Исследователь комплексного влияния основных политико-экономических и социальных групп на функционирование государства (с 1995 года).
Автор анализа специфики русской культуры с точки зрения глобальной конкурентоспособности Российской Федерации.
Разработчик первого Банковского атласа России (1995—1997).

## Политические взгляды и цели
Переход от либерализма к нынешним политическим взглядам у Делягина произошёл в 1994 году благодаря Е. Г. Ясину («меня от либерализма „вылечил“ Евгений Григорьевич Ясин»), который во время девальвации рубля, повлекшей отставку А. Н. Шохина и других членов правительства и усилению А. Б. Чубайса, несколько дней решительно убеждал В. С. Черномырдина не прибегать к крайним мерам при проведении реформ. Делягин, наблюдая за всеми этими событиями испытал глубокое потрясение от господствовавшей в новой правительственной среде системы ценностей и перестал быть либералом. Кроме того, водоразделом послужила Первая чеченская война: в её начале Делягин находился в политической команде, выступавшей против неё.
В марте 2008 года Делягин принимал участие в VI съезде ПКРМ. На съезде обсуждалась и была принята новая партийная программа. Делягин восхищался соединением либерализма и коммунизма в программе и подчеркнул: «Конкурентоспособность требует свободного человека и требует справедливости. А свобода и справедливость — это именно тот самый коммунистический либерализм, который меня и порадовал». Летом 2008 года Делягин высказывался о лидере ПКРМ: «Воронин — это один из немногих руководителей на постсоветском пространстве, который вызывает очень сильные и тёплые чувства. Совершенно неожиданно для коммуниста является крайний либерализм… это то, к чему современные левые должны стремиться. Это наиболее приближённые к идеалу современные левые». В 2009 году Делягин снова хвалил ПКРМ: «Экономические достижения ПКРМ бесспорны».
Делягин — категорический противник тотально распределительной плановой экономики («бред сивой кобылы»), при этом считает необходимым её стратегическое планирование; всемерно поддерживает идею «компенсационного налога» на крупных участников приватизации для преодоления «раскола российского общества на сознающих себя ограбленными и сознающих себя ограбившими», подчеркивая, что налог может взиматься «в натуральной форме, то есть пакетами акций».
10 декабря 2011 года Делягин вместе с А. Барановым выступал на протестном митинге на Болотной площади, провозгласив «начало русской политической весны»; требовал отмены 282 статьи УК РФ.
После выхода статей В. В. Путина в феврале 2012 года поддержал изложенные в них идеи. В дальнейшем систематически критиковал правительство за неисполнение майских указов Путина, а самого Путина — за потворство "саботажу" его указов.
В июне 2016 г. Михаил Делягин вступил в лево-центристскую партию «Справедливая Россия». Свои общественные цели он формулирует следующим образом:
|  | рассказывать руководителям и политикам России, что происходит с нашим обществом и окружающим его миром (и почему государство должно служить народу, а не глобальным спекулянтам…) и что было бы правильным сделать для успеха нашей страны. |

В 2018 году Делягин предложил в качестве ответа на «развязанную против России Соединёнными Штатами холодную войну на уничтожение» закрыть предприятия, разрушающие здоровье граждан РФ, либо заставить их перейти на производство безопасной для здоровья продукции (включая общепит Макдоналдс и производство сильногазированных напитков с избыточным содержанием сахара), а также обложить 10 % налогом операции с долларом, обеспечив полную свободу операций с другими валютами.
Является экспертом Московского экономического форума.

## Международные санкции
Из-за поддержки российской агрессии и нарушения территориальной целостности Украины во время российско-украинской войны находится под персональными международными санкциями разных стран.
23 февраля 2022 года внесён в санкционные списки стран Евросоюза за действия и политику, которые подрывают территориальную целостность, суверенитет и независимость Украины и еще больше дестабилизируют Украину.
24 февраля 2022 года включён в санкционный список Канады «близких соратников режима» за голосование о признании независимости «так называемых республик в Донецке и Луганске».
24 марта 2022 года, на фоне вторжения России на Украину, включён в санкционный список США за «соучастие в войне Путина» и «поддержку усилий Кремля по вторжению в Украину». Госдеп США заявил, что депутаты Госдумы используют свои полномочия для преследования инакомыслящих и политических оппонентов, нарушают свободу информации, ограничивают права человека и основные свободы граждан России.
По аналогичным основаниям с 11 марта 2022 года находится под санкциями Великобритании. С 25 февраля 2022 года — под санкциями Швейцарии, с 26 февраля 2022 года — под санкциями Австралии, с 12 апреля 2022 года — под санкциями Японии. Указом президента Украины Владимира Зеленского от 7 сентября 2022 наложены санкции Украины. С 3 мая 2022 года находится под санкциями Новой Зеландии.
В марте 2022 года Делягин, реагируя на активность азербайджанских военных в зоне временной дислокации российского миротворческого корпуса в Нагорном Карабахе, в эфире программы «60 минут» на канале «Россия 24» заявил: «Азербайджанцы действительно нарушили перемирие. И наши сказали, что они отступили после того, как мы с ними поговорили. И они официально заявили, что никуда не уходили с занятых территорий. Так что вот эта вот политика агрессии со стороны сателлитов американцев и в данном случае Турции, со стороны турецких прокси, который мы называем государством. Это реальная сегодняшняя опасность. И если не наказывать за это жестко и однозначно, то зачем нам нефтяная промышленность Азербайджана, простой вопрос? Нам она не нужна, а она крайне уязвима. Если люди не понимают слов, то вероятно им придется понимать дело. Если мы этого не сделаем — нас не будет. Вопрос стоит только так». Незадолго до этого Делягин скопировал в своём Telegram-канале опрос политолога Дмитриева о том, допустимо ли «применение тактического ядерного оружия для ликвидации нефтяной промышленности Азербайджана» . С критикой Делягина за эти слова выступили пресс-секретарь президента России Дмитрий Песков, официальный представитель МИД России Мария Захарова, зампредседателя комиссии по вопросам депутатской этики Госдумы Николай Арефьев, а также соратник Делягина по партии, секретарь президиума Олег Шеин. Лидер партии «Справедливая Россия — За правду» Сергей Миронов заявил, что слова Делягина про Азербайджан не отражают позицию партии. Посольство Азербайджана в России назвало выступление Делягина «бредовым и провокационным»; с критикой поведения Делягина высказались депутаты азербайджанского парламента Михаил Забелин и Расим Мусабеков. Федеральная национально-культурная автономия азербайджанцев России призвала Генпрокуратуру России возбудить уголовное дело против Делягина по статье 354 УК РФ (публичные призывы к развязыванию агрессивной войны), заявив, в частности, что «адекватными подобные заявления и действия назвать никак нельзя, а человека, озвучившего и написавшего это, психически уравновешенным тем более». Позже Делягин принёс извинения «всем, кто был испуган или обижен, или оскорблён» его словами, отметив, что надеется, «что некоторая часть азербайджанской бюрократии будет вести себя разумно» и сообщил, что, «насколько я могу судить по имеющейся реакции, призыв к уважению российских миротворцев и их нелегкой работы был услышан его адресатами». После этого Генпрокуратура Азербайджана возбудила против депутата уголовное дело по статьям 101.2 (призыв к агрессивной войне), 214.2.3. (терроризм — угроза применения вооружения), 283.2.1 и 283.2.2 (национальная, социальная и религиозная ненависть) и объявила его в международный розыск по линии Интерпола с избранием в отношении его меры пресечения в виде заключения под стражу.

## Критика
После назначения Делягина в 2002 году помощником премьера Касьянова «Коммерсант» припомнил ему его высказывание о президенте В. В. Путине, сделанное перед этим в День чекиста: «Проблема даже не в том, что нами правит Сталин, а в том, что нами правит очень маленький Сталин, который не способен даже выработать стратегию и решить, куда он хочет вести страну».

Профильное издание «Финансовая Россия» отмечало в 2002 году странное назначение[значимость факта?] Делягина помощником Касьянова: 
«На прошлой неделе стало известно, что экономист Михаил Делягин назначен помощником Михаила Касьянова. <…> Событие, казалось бы, рядовое, но оно вызвало легкую сенсацию среди коллег Делягина по двум причинам. Во-первых, все знают, что с экономическим курсом кабинета Касьянова Делягин был категорически не согласен, и нет, пожалуй, таких обвинений, которые Делягин не успел бы публично высказать в адрес правительства. Во-вторых, сама персона Делягина в качестве помощника премьера выглядит предельно одиозной — такое ощущение, что экономист сделал своей профессией пропаганду собственных взглядов по любым вопросам. Только за последние два месяца Михаил Делягин дал 8 пресс-конференций: о евро, бегстве капитала, стратегии модернизации России, послании Буша к Конгрессу, об инфляции в январе, о деле фирмы „Фалькон“, присоединении России к ВТО и о репутации президента Путина. Попросту говоря, Делягин слегка перекормил собою прессу. Среди журналистов к г-ну Делягину стало возникать несколько ироничное отношение: эксперт по любым вопросам, готов давать любые комментарии. Но если правительство говорит „белое“, то Делягин обязательно скажет „черное“. Самое главное — было непонятно, а почему, собственно. общественность и пресса должны интересоваться мнением Михаила Делягина, являющегося, в сущности, частным лицом. <…> До назначения в Белый дом Михаил Делягин называл себя „общественным директором Института проблем глобализации“, но ни о каких других научных сотрудниках этого института никто никогда не слышал. Поэтому пресса окрестила Делягина „человеком-институтом“. <…> Известность Михаила Делягина возникла благодаря сознательному, планомерному и чрезвычайно интенсивному пиару. И в правительстве, надо же, также заметили усилия человека-института. Чего, он, возможно, и добивался.»
Светлана Погудина в 2007 году обвинила Делягина в том, что, по её мнению, «пытался (прямо скажем, с переменным успехом) сотрудничать и с либералами, и с правыми националистами».
Левый сайт Лефт. Ру в 2008 году называл Делягина «правый ельцинист», а также в 2003 году выражал сомнения в его левых взглядах и причастности к науке.
Левый публицист Дмитрий Якушев в 2005 году писал: «Слушая Делягина, я выяснил одну важную вещь. Раньше я не совсем понимал, как это можно придумывать откровенную чушь о путинском феодализме и ожидать, что люди будут это серьёзно воспринимать. Тут до меня дошло. Делягин придумал идеологическую схему, оправдывающую антипутинский союз левых с крупной буржуазией, причем он ни секунды не сомневается, что схема гениальная, так как он великий экономист и все что он придумывает гениально по определению». Также Якушев в 2008 году отмечал антигуманистичность воззрений Делягина: «Следуя ему, прогресс человечества, видимо, устремится не к борьбе с бедностью и болезнями, а к обычаям Спарты. Там проблемы улучшения генофонда решались легко».
Андрей Терентьев («Трудовая Россия») называет Делягина «видный делец левополитического бизнеса»:
«Интересно, как у Делягина „обуздание монополий“ сочетается с империалистической борьбой за передел мировых рынков сбыта? А очень просто. Делягин достаточно образованный делец, чтобы всерьез выражать интересы мелкой буржуазии. На самом деле он разводит мелкобуржуазные сопли в интересах сохранения крупного капитала и капиталистического способа производства в целом.»
Владимир Бурдюгов, член политбюро ЦК ВКПБ и редактор журнала «Коммунист»[уточнить] в 2011 году называл Делягина «розовый не по взглядам, а по цвету лица», а также обвинял в готовности «…сдать Россию цветочным революциям» и «…готовить ливийский сценарий для России».
Официальный сайт РКРП-РПК в 2019 году называл Делягина «прожжённым буржуазным политиканом», а в 2013 году «солдатом буржуазной „империи“».
Так как М. Делягин, по мнению С. Г. Кара-Мурзы, придерживается одновременно лево-центристских и «оранжевых» взглядов, то эта позиция вызывает протест как у некоторых сторонников, так и у противников идей либерализма в России. Те и другие пытались найти в его публикациях признаки явных симпатий к какой-либо политической идеологии в России. В 2005 году в своей книге «Экспорт революции. Саакашвили, Ющенко…» С. Г. Кара-Мурза писал: «неясной остаётся позиция сравнительно новой лево-патриотической организации „Родина“», при этом считал, что «радикально „оранжевую“ позицию занимает видный представитель „Родины“ М. Делягин».
Некоторые журналисты и блогеры пытались обвинять М. Делягина в одновременных симпатиях как к правым, так и к левым политическим идеологиям, и даже к сторонникам либерализма в России (за его участие в протестном движении в России в 2012 г.).
Павел Данилин, анализируя книгу Делягина «Возмездие на пороге. Революция в России: когда, как, зачем», приходит к выводу: 
Это самая слабая и самая неудачная его книга, тем не менее, представляющая интерес для политологов. Многие пророчества Делягина уже не сбылись, многое происходит совсем по другому сценарию.

...нашим дорогим революционерам для захвата власти: «понадобится установить тесные и прочные отношения не только с основными (и традиционно враждующими друг с другом) силовыми структурами, но и основными (и также враждующими между собой) группами, существующими внутри каждой из этих структур». Это финиш. Всю книгу Делягин рассказывал о том, как грабят страну силовики, как они мучают Россию и сколько делают бед. А потом говорит, что революционеры, чтобы победить, обязаны под этих силовиков «лечь» и отдаваться им с улыбкой на устах.

Об этом же писало интернет-издание «Политгексоген»:
Пугающие прогнозы Делягина, как правило, никогда не сбываются. <...> чем страшнее прогноз, исходящий от Делягина, тем больше он цитируется, и тем чаще фамилия «Кассандры» мелькает в прессе. Он, скорее теоретик, ежегодно вещающий на протяжении десятка лет о «неизбежном кризисе», с последующим «кровавым хаосом», который непременно последует, если… Если, по всей видимости, Делягина не пристроят обратно во власть. <...>
Пребывая в рядах антиолигархической партии, Делягин наукообразно прогнозировал «катастрофические» последствия суда над Михаилом Ходорковским. Подумаешь, партийные принципы.
В 2011 году известный экономист Никита Кричевский уличил Делягина в плагиате своей статьи.

В 2012 году когда Делягин вслед за создателем и руководителем фонда «Город без наркотиков» Евгением Ройзманом публично поддержал уголовное обвинение оппозиционной активистки Таисии Осиповой, деятель партии «Другая Россия» Александр Аверин обвинил Делягина во лжи и клевете: 
в преддверии завтрашней кассации Таисии Осиповой расчехлили и Делягина. В ситуации с Таисии Осиповой Михаил Делягин позволил себе ложь, клевету и призыв к смертной казни невиновного человека. Делягин – человек легендарной, эпической трусости.
Михал Делягин, человек с лицом и фигурой вечно обиженного бухгалтера и психологией гиены (да простит сей благородный зверь сравнения с Делягиным), торжественно отправляется на...
 Позже Аверин тоже был осуждён к уголовному сроку.
В 2020 году Министерство промышленности и торговли Российской Федерации обвинило М. Делягина в сознательном введении граждан РФ в заблуждение о якобы существующем запрете ввоза тест-систем для диагностики коронавируса и импорта медицинских масок, о чём тот сказал в интервью ИА Регнум.
Салия Вапиева из Национально-освободительного движения (НОД) писала: «Делягин — враг народа, потому что призывает голосовать против поправок в Конституцию, которые должны привести к восстановлению суверенитета России».
Отрицает существование пандемии коронавируса, подчеркивая, что эпидемический порог превышен во всем мире лишь в 1 стране (Сан-Марино). Является противником принудительной вакцинации.
В апреле 2022 года Делягин с группой соратников внёс законопроект № 113045-8 «О контроле за деятельностью лиц, находящихся под иностранным влиянием», согласно которому «иноагентом» признаётся гражданин России, не получающий иностранного финансирования, но который «находится под иностранным влиянием в иных формах». Законопроект подвергся критике поскольку «расширяет пространство для произвола»; даже глава конституционного комитета Совета Федерации Андрей Клишас выступил против «частых изменений закона».
В июне 2022 года Делягин с группой соратников внёс законопроект № 140449-8, резко ограничивающий проведение митингов, шествий, демонстраций и собраний. Поскольку авторы предложили включить в перечень мест, рядом с которыми запрещается проводить собрания, шествия, митинги и демонстрации, «культовые помещения, здания и сооружения, а также земельные участки, на которых расположены такие здания и сооружения», в Русской православной церкви выразили обеспокоенность этим законопроектом: поправки противоречат закону «О свободе совести и о религиозных объединениях». Кроме того, законопроект Делягина запрещает проведение публичных акций около вокзалов и станций, а также около зданий органов публичной власти.

### Ответы на критику
Михаил Делягин в 2012 г. так прокомментировал обвинения в «политической всеядности» и «любви к либералам»:
Моя работа, моё место в жизни — выражать тот позитивный синтез ценностей, который сложился в российском обществе… Наше общество едино, и глупо делить его на квартиры – тут левые, там патриоты, сям демократы. Околополитических шизофреников легко поделить, а нормальные люди не делятся: они несут в себе все ценности.
Что касается любви либералов — я никогда не выступаю против демократических принципов, но лишь против извращения этих принципов либеральными фундаменталистами.

## Публикации
Автор более тысячи статей в России, США, Германии, Франции, Финляндии, Китае, Индии и др., автор 16 монографий, из которых наиболее известны «Экономика неплатежей» (1997), «Идеология возрождения» (2000), «Мировой кризис. Общая теория глобализации» (2003), «Россия после Путина. Неизбежна ли в России „оранжево-зелёная“ революция?» (2005), «Драйв человечества» (2008), «Кризис человечества. Выживет ли Россия в нерусской смуте?» (2010). Руководитель авторского коллектива книги «Практика глобализации: игры и правила новой эпохи» (2000), в соавторстве с В. Шеяновым написал книгу «Мир наизнанку. Как закончится экономический кризис для России» (2009).
Разработчик гипотезы глобализации как процесса комплексного преобразования информационными технологиями личности, общества и глобальной конкуренции. Ввел термины high-hume, «метатехнологии», «закрывающие технологии». Теоретик перерождения рыночного общества в «общество социальных платформ», интеграции системного и субъектного подходов.
Изучает становление, деградацию и преобразование Британской империи.
Индекса Хирша: Scopus — 1, Web of Science (Publons) — 0, elibrary.ru — 24, РИНЦ — 23, РИНЦ с учётом публикации только в журналах — 12, ядро РИНЦ — 7.

### Книги
1. Делягин М. Г. Куда идёт "великая Россия"? - М.: Контур, 1997;
2. Делягин М. Г. Россия в депрессии : Экономика : анализ проблем и перспектив. Учебное пособие для студентов экномического факультета МГУ.— 2-е изд., перераб. и доп. — М : Б. и., 1996. — 193 с. (Вестник банковского дела / Рос. ассоц. пром.-строит. банков (Россия) ; № 3: 1997, Спец. вып.)
3. Делягин М. Г. Экономика неплатежей: как и почему мы будем жить завтра. — 3-е изд., перераб. и доп. — М. : Б. и., 1997. — 397 с.
4. Практика глобализации: игры и правила новой эпохи / Братимов О. В., Горский Ю. М., Делягин М. Г., Коваленко А. А.; Под ред. М. Г. Делягина; Ин-т проблем глобализации (ИПРОГ). — М. : Инфра-М, 2000. — 342 с. ISBN 5-16-000379-7
5. Делягин М. Г. Идеология возрождения: как мы уйдём из нищеты и маразма: Эскиз политики ответственного правительства России. — М. : Форум, 2000. — 183 с. ISBN 5-8199-0010-3
6. Делягин М. Г. Мировой кризис. Общая теория глобализации: Курс лекций / Ин-т проблем глобализации (ИПРОГ). — 3-е изд., перераб. и доп. — М.: Инфра-М, 2003. — 767 с. ISBN 5-16-001603-1
7. Делягин М. Г. Россия после Путина: неизбежна ли в России «оранжево-зелёная» революция? — М.: Вече, 2005. — 413 с. (Ракурс). ISBN 5-9533-0720-9
8. Делягин М. Г. Возмездие на пороге. Революция в России: когда, как, зачем. — М.: Новости, 2007. — 447 с. (Максим Калашников рекомендует). ISBN 5-7020-1195-3
9. Делягин М. Г. Россия для россиян. — М.: Алгоритм, 2007. — 366 с. (Против всех). ISBN 978-5-9265-0436-8 (переиздание в 2009);
10. Делягин М. Г. Основы внешней политики России: матрица интересов / Ин-т проблем глобализации. 3-е изд., перераб. и доп. — М.: ИНФРА-М, 2007. — 79 с. ISBN 978-5-16-002983-2
11. Делягин М. Г. Реванш России. — М.: Яуза: Эксмо, 2008. — 446 с. (Пятая Империя). ISBN 978-5-699-26155-0
12. Делягин М. Г. Драйв человечества: глобализация и мировой кризис. — М.: Вече, 2008. — 527 с. ISBN 978-5-9533-3539-3
13. Делягин М. Г., Шеянов В. В. Мир наизнанку. Чем закончится экономический кризис для России? — М.: Эксмо, 2009. — 351 с. (Библиотека Коммерсантъ). ISBN 978-5-699-34129-0
14. Делягин М. Г. Как самому победить кризис. Наука экономить, наука рисковать: простые советы! — М.: АСТ: Астрель, 2009. — 477 с. (Красная обложка) ISBN 978-5-17-058456-7
15. Делягин М. Г. Дураки, дороги и другие беды России: беседы о главном. — М.: Вече, 2010. — 334 с. (Русский вопрос). ISBN 978-5-9533-4548-4
16. Делягин М. Г., Бобраков О. А. Что скрывают послания Президента. — М.: Эксмо: Алгоритм, 2010. — 239 с. (Политические расследования). ISBN 978-5-699-44928-6
17. Делягин М. Г. Путь России: новая опричнина, или почему не нужно «валить из Рашки». — М.: Эксмо, 2011. — 414 с. (Путь России). ISBN 978-5-699-48086-9
18. Делягин М. Г., Шеянов В. В. Русский космос: победы и поражения. — М.: Эксмо, 2011. — 155 с. (Люди в космосе). ISBN 978-5-699-48181-1 : 4000 экз.
19. Делягин М. Г. 100-долларовое правительство. А если цена на нефть упадёт? — М.: Алгоритм, 2012. — 207 с. (Власть в тротиловом эквиваленте). ISBN 978-5-4438-0098-1
20. Делягин М. Г., Глазьев С. Ю., Фурсов А. И. Стратегия «Большого рывка». — М.: Алгоритм, 2013. — 239 с. (Меч Империи). ISBN 978-5-4438-0543-6
21. Делягин М. Г. Время побеждать: беседы о главном. — М.: Книжный мир, 2014. — 430 с. (Коллекция Изборского клуба). ISBN 978-5-8041-0647-9
22. Делягин М. Г. Россия перед лицом истории. Конец эпохи национального предательства? — М.: Книжный мир, 2015. — 382 с. — (Коллекция Изборского клуба). ISBN 978-5-8041-0746-9
23. Делягин М. Г., Шеянов В. В. Империя в прыжке. Китай изнутри. Как и для чего «алеет Восток». Главное событие XXI века. Возможности и риски для России. — М.: Книжный мир, 2015. — 671 с. ISBN 978-5-8041-0758-2
24. Уроки Второй мировой. Восток и Запад: как пожать плоды Победы?: сборник / А. А. Проханов, В. Ю. Винников, Ю. В. Тавровский, А. И. Фурсов, Л. Г. Ивашов, С. Ф. Черняховский, Ш. З. Султанов, М. Г. Делягин, Г. Г. Малинецкий [и др.]. — М.: Книжный мир, 2015. — 316 с. (XX: век войн и революций). — (Коллекция Изборского клуба)
25. Делягин М. Г. Преодоление либеральной чумы. Почему и как мы победим? — М.: Книжный мир, 2015. — 509 с. (Коллекция Изборского клуба). ISBN 978-5-8041-0793-3 : 1000 экз.
26. Делягин М. Г. Светочи тьмы: физиология либерального клана: от Гайдара и Березовского до Собчак и Навального / Ин-т проблем глобализации. — М.: Книжный мир, 2016. — 794 с. — (Серия «Коллекция Изборского клуба»). ISBN 978-5-8041-0827-5 : 3000 экз.
27. Делягин М. Г. Британские элиты: факторы глобального превосходства. От Плантагенетов до Скрипалей. — М.: Книжный мир, 2019. — 257 с. — ISBN 978-5-6042521-2-3.
28. Делягин М. Г. Конец эпохи. Осторожно: двери открываются! Том 1. Общая теория глобализации. — М.: Книжный мир, 2019. — 832 с. — ISBN 978-5-6041887-7-4.
29. Делягин М. Г. Конец эпохи: осторожно, двери открываются! Том 2. Специальная теория глобализации. — М.: Политиздат, Книжный мир, 2020. — 812 с. — ISBN 978-5-6043473-9-3.
30. Делягин М. Г. Жизнь в катастрофе: победи кризис сам. — М.: ПОЛИТИЗДАТ, Книжный мир, 2020. — 512 с. — ISBN 978-5-6044601-9-1.

Редактор
- Кремлядь, или Наследники Путина: альманах российской публицистики / Составитель Д. В. Ольшанский; Под ред. М. Г. Делягина; Институт проблем глобализации. — М.: Политиздат, 2006. — 192 с. — 1000 экз. — ISBN 5-903366-01-5, ISBN 978-5-903366-01-9. (обл.)

## Публицистика

### Эфирные СМИ
- Радиопередача «Государство и мы» («Народное радио»)
- Радиопередача «Парадокс» (Финам FM), тема «Экономика России достигла дна? Что будет дальше?»
- Программа «Пятница с Михаилом Делягиным» на Радио КП

### Печатные и электронные СМИ
- «Московский комсомолец»
- «Свободная пресса»
- «Комсомольская правда»
- «Аргументы недели»
- «„Ежедневный журнал“».
- «Актуальные комментарии»